# Sisteron
Sisteron (provanszál nyelvű alakban Sisteroun) nagy múltú település Franciaországban, Alpes-de-Haute-Provence megyében. Lakosainak száma 7776 fő (2022. január 1.). Sisteron Bevons, Entrepierres, Mison, Peipin, Valbelle, Valernes, Le Poët és Val-Buëch-Méouge községekkel határos.

## Földrajza
Sisteron 485 m-es tengerszint feletti magasságban, a Durance partján fekszik, 45 km-re Forcalquier-től, 133 km-re Marseille-től, 145 km-re Grenoble-tól és 180 km-re Nizzától. A város stratégiailag kedvező helyet foglal el, közel a Buëch és a Durance összefolyásához, ahol az utóbbi meredek völggyel áttör a Baume sziklatömbjén. A „Provence kapuja” elnevezéssel is erre utaltak, mivel a város Dauphiné tartomány felől érkezve az első provence-i település. A sisteroni átkelőhely az egyetlen, ahol egy híd tartósan fennmaradt a Durance-on, az ókortól egészen a 19. századig.
A település határán belül mintegy 1573 hektár erdő és fás terület található.

### Éghajlata
A város területe átmeneti éghajlattal rendelkezik, ahol az Alpes-de-Haute-Provence mediterrán éghajlata az alpesi éghajlattal párosul. Szélsőséges években ez kontrasztot okoz perzselő nyarakkal és a hideg telekkel. Az esők ritkák, de a mediterrán hatásnak vannak kitéve, amely miatt zivatarok és felhőszakadás formájában érkezik a csapadék. Másrészt a nyári napok forróak és az éjszakák hűvösek. Ha a tél hideg, akkor az ég ritkán borús, és a nap is mindig süt a misztrálnak köszönhetően, amely széllökései ellenére soha nem éri el a teljes erejével a Rhône-völgyet. Az éves átlag 300 napsütéses nap, az ősz pedig hosszú és meleg, különösen kellemes évszak.
| Hónap | Jan. | Feb. | Már. | Ápr. | Máj. | Jún. | Júl. | Aug. | Szep. | Okt. | Nov. | Dec. | Év   |
| --- | ---- | ---- | ---- | ---- | ---- | ---- | ---- | ---- | ----- | ---- | ---- | ---- | ---- |
| Átlagos max. hőmérséklet (°C)                                                                                           | 8,6  | 10,9 | 14,4 | 16,9 | 21,4 | 25,7 | 29,3 | 28,9 | 24,0  | 18,5 | 12,6 | 9,3  | 18,4 |
| Átlaghőmérséklet (°C)                                                                                                   | 4,3  | 5,7  | 8,7  | 11,2 | 15,3 | 19,2 | 22,4 | 22,1 | 18,0  | 13,4 | 8,2  | 5,2  | 12,9 |
| Átlagos min. hőmérséklet (°C)                                                                                           | 0,0  | 0,5  | 3,0  | 5,4  | 9,1  | 12,7 | 15,4 | 15,3 | 12,0  | 8,2  | 3,7  | 1,1  | 7,2  |
| Átl. csapadékmennyiség (mm)                                                                                             | 27   | 24   | 24   | 44   | 40   | 28   | 21   | 33   | 46    | 54   | 52   | 31   | 423  |
| Forrás: https://www.msn.com/fr-fr/meteo/?wealocations=wc:31009&q=Sisteron%2c+Alpes-de-Haute-Provence+forecast:averagesm |      |      |      |      |      |      |      |      |       |      |      |      |      |

## Történelme
Sisteron környéke már legalább 4000 éve lakott. A város valószínűleg a Sogiontiques (Sogiontii) gall törzshöz tartozott. A rómaiak a Via Domitia nevű úton erre haladtak tovább, amely összekapcsolta a mai Olaszországot Spanyolországgal a közelii Montgenèvre hágóján keresztül. Ezt a Vicarello Segusteronem serlegein jegyezték fel. A rómaiak a városon átvezető utat is használták, amint azt az Authonba vezető út közelében lévő sziklákra vésett latin feliratok is mutatják. A város egész területén számos őskorból és az ókorból származó leletet tártak fel a régészek. A várost a 2. és a 4. század vége között Alpes-Maritimes tartomány civitas rangjára emelte, az 5. században a Sisteroni egyházmegye székhelyévé vált (az első ismert püspök neve 449-ből maradt fenn). Róma bukása után a környék megúszta a barbár inváziókat, de a szaracénok később elpusztították. 
Először a 11. században erősítették meg a várost Forcalquier grófjai, később pedig a provence-i grófok tulajdonába került, és tartományuk északi határaként szolgált. A környék már ekkoriban is fontos átkelőhely a Durance folyón, emiatt Sisteronból jelentik Franciaország első romáit, akik 1425-ben keltek át itt a folyón. 
1483-ban XI. Lajos uralkodása alatt Sisteron újra a francia királysághoz került. Körülbelül ekkor hét pestisjárvány a lakosság kétharmadával végzett. 1562 és 1594 között protestánsok és katolikusok ostromolták a várost és annak citadelláját. Ekkoriban épültek a város jelenlegi falai. IV. Henrik saját állítása szerint az egész királyságában a legerősebb erődnek Sisteront tartotta. A pestis 1630-ban visszatért, valószínűleg egy kenderkereskedő vagy az átvonuló katonák hurcolták be a városba. Később a tífusz 1744-ben a város sok lakosát megölte.
Richelieu bíboros parancsára a későbbi lengyel királyt, II. János Kázmér lengyel herceget Franciaország elleni összeesküvés vádjával 1639-ben a fellegvár börtönébe zárták; ezzel kezdődött el a fellegvár politikai börtönként való használata.
A francia forradalom idején a város királypárti maradt. Ennek ellenére, amikor Napóleon 1815-ben Elbától való menekülése után észak felé menetelve Sisteronba érkezett, a város figyelmen kívül hagyta és ellenállás nélkül átengedte a csapataival együtt.
Az 1851. december 2-i puccs után, amelyet a későbbi III. Napóleon követett el a Második Köztársaság ellen, Basses-Alpes-ban fegyveres felkelés tört ki. Ennek kudarca után súlyos elnyomás és üldöztetés sújtotta azokat, akik a köztársaságért harcoltak: Sisteron 42 lakóját bíróság elé állították, többségüket Algériába deportálták. 1884-ben a várost kolerajárvány sújtotta, augusztus 23-tól szeptember 5-ig 18 lakos halt meg. A fellegvárat 1889-ben elhagyták a katonák, ezzel harcászati jelentősége véglegesen megszűnt.
1872. november 25-én nyílt meg a Volx és Sisteron közötti vasútvonal, és ezzel együtt a város vasútállomása. 1875. február 1-jén a Sisteron és Veynes - Dévoluy közötti vonalszakasz is megnyitásra került.
A Pallas nagy lexikona szerint 1891-ben Sisteron az azonos nevű járás székhelye volt 3996 lakossal. Műemlékei mellett megemlítették vasútvonalát, selyemiparát és egy faiskoláját is.
1944. augusztus 15-én a 42nd Bomber Wing francia B-26 Marauder bombázói és az amerikai B-17-esei megpróbálták megsemmisíteni a Durance-t átívelő vasúti és közúti hidat. Az időjárás kedvezőtlen volt, és a hidakat sem sikerült lerombolniuk. Egy ütközés elkerülése érdekében egy bombázó véletlenül több bombát dobott a városra, egy templomot teljesen elpusztított, 100 halálos áldozatot követelve, valamint súlyosan megrongálta a fellegvárat is. Augusztus 17-én egy francia repülőgép visszatért és megsemmisítette a hidakat.
1962-ben a település határában egy erdészeti telepet építettek az Algériából érkező harki menekültek befogadására, akiket aztán a Víz- és Erdőigazgatás alkalmazott.

## Látnivalók
Sisteron a Durance folyó partján áll, közvetlenül a Buëch és a Sasse torkolata után. A települést gyakran emlegetik Provence kapujaként, mivel egy igen magas és keskeny sziklaszorosban épült, amely rendkívül látványos.
A város legfőbb nevezetessége a sziklatetőre épített fellegvár, amely a 11. században a Provence-i Grófság, később a Francia Királyság legerősebb erődítménye volt. 1562 és 1594 közt a protestánsok és a katolikusok is megostromolták. 1589 és 1612 között Jehan Sarrazin vezetésével korszerűsítették az erődítményt. A vár egyik leglenyűgözőbb rész a Guérite du Diable, azaz az Ördög őrtornya. A 14-17. századból származó építmény a folyópart fölé magasodó sziklaperemre épült, és szinte lehetetlen más irányból megközelíteni. Egy helyi legenda szerint építőmestere eladta a lelkét az ördögnek a lehetetlen őrtorony megvalósításáért cserébe, és innen ered a neve.
A Notre-Dame-des Pommiers-templom a város román kori székesegyháza, 1160 és 1220 között épült provence-i stílusban, lombard hatásokkal, jelenleg műemlék. A székesegyház Provence egyik legnagyobb vallási épülete, egy püspöki komplexum része, amelyhez hozzátartozik még a Szent Thyrse-templom, a keresztelőkápolna és a kanonokok számára fenntartott kolostor. A Notre-Dame-des Pommiers templom belsejében különféle festmények csodálhatóak  meg, amelyek közül a legrégebbi a 16. századból maradt fenn.
A város a francia forradalom idején mindvégig royalista maradt, ennek ellenére, amikor Napóleon 1815-ben elbai száműzetéséből visszatérve átvonult rajta, a település lakosai nem tanúsítottak ellenállást. A császár egykori menetelését követő úgynevezett Napóleoni út áthalad a településen, további turistákat és kirándulókat idevonzva ezzel.
A 2020-as Tour de France két szakasza is érintette a várost, a 3. szakasznak a végpontja, míg a 4. szakasznak a kiindulópontja volt Sisteron.

## Népesség
A település népessége az elmúlt években az alábbi módon változott:
| Lakosok száma | 6289 | 6470 | 6594 | 7251 | 7312 | 7213 | 7460 | 7595 | 7669 | 7776 |
|               | 1968 | 1982 | 1990 | 2006 | 2013 | 2015 | 2017 | 2019 | 2020 | 2022 |

## Testvértelepülések
- Fidenza
- Herbolzheim
- Oliva
- Nyingchi

## Galéria

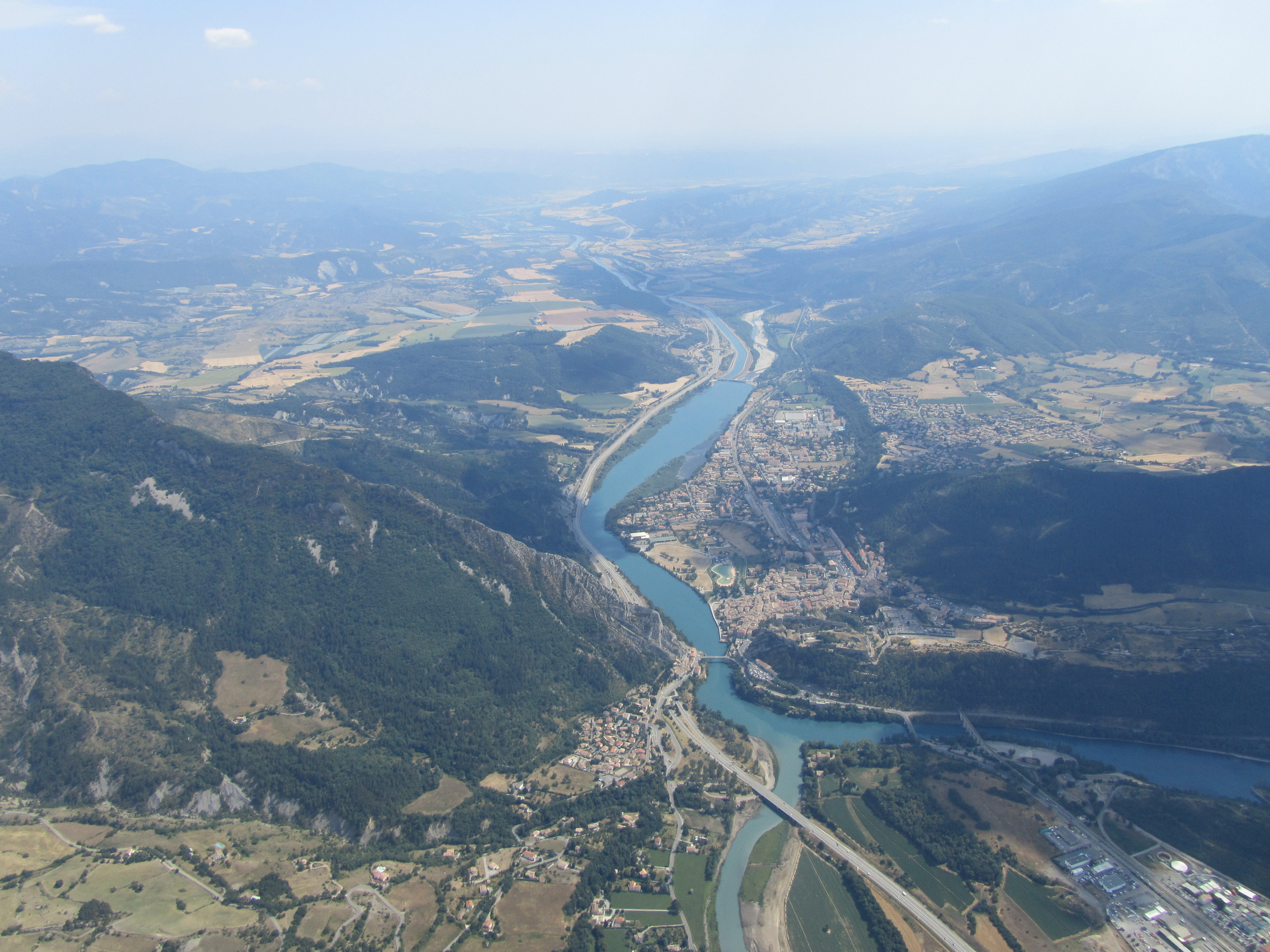
Légi felvétel a városról és környezetéről
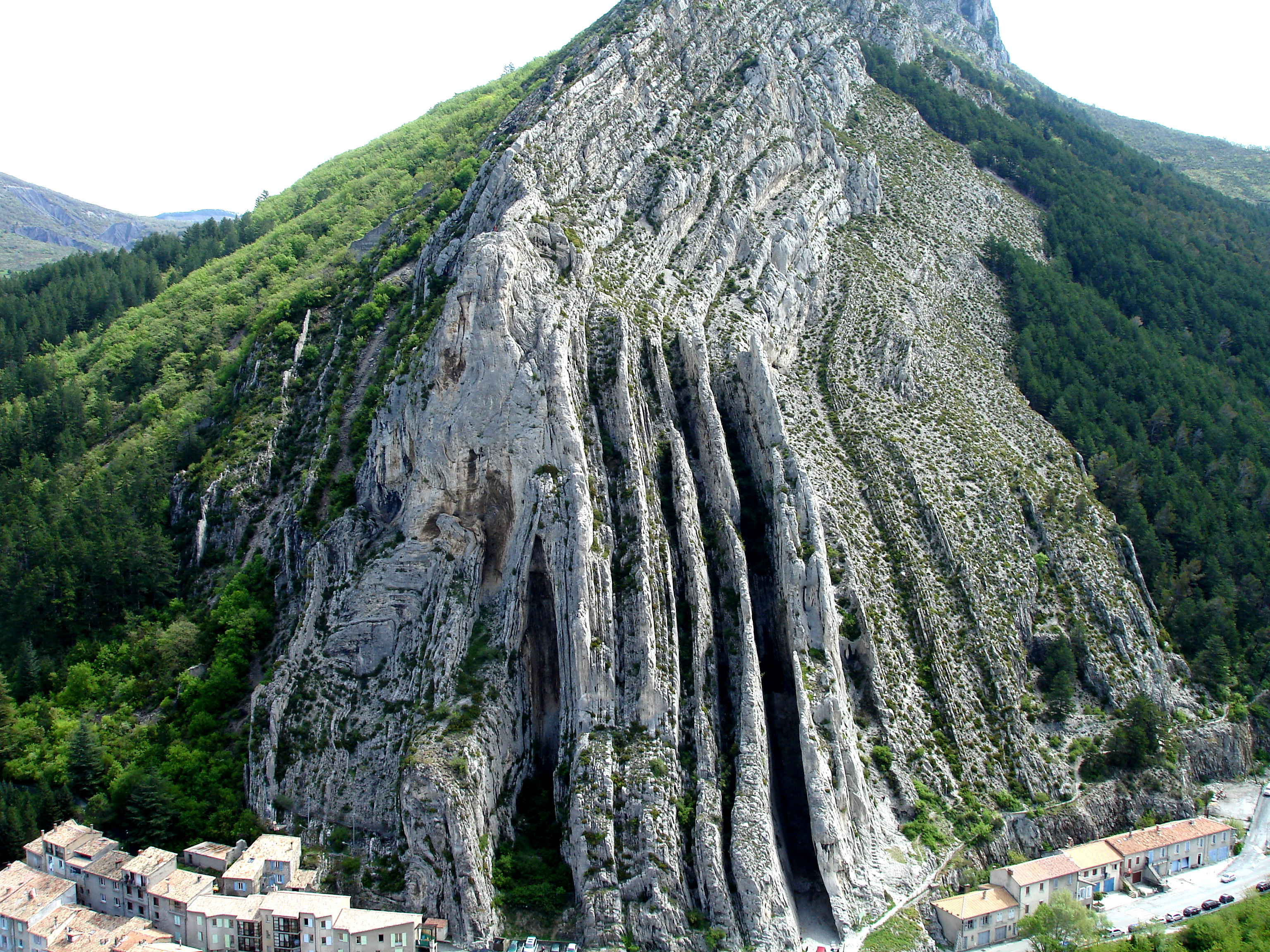
A Rocher de la Baume sziklafala a fellegvárból nézve
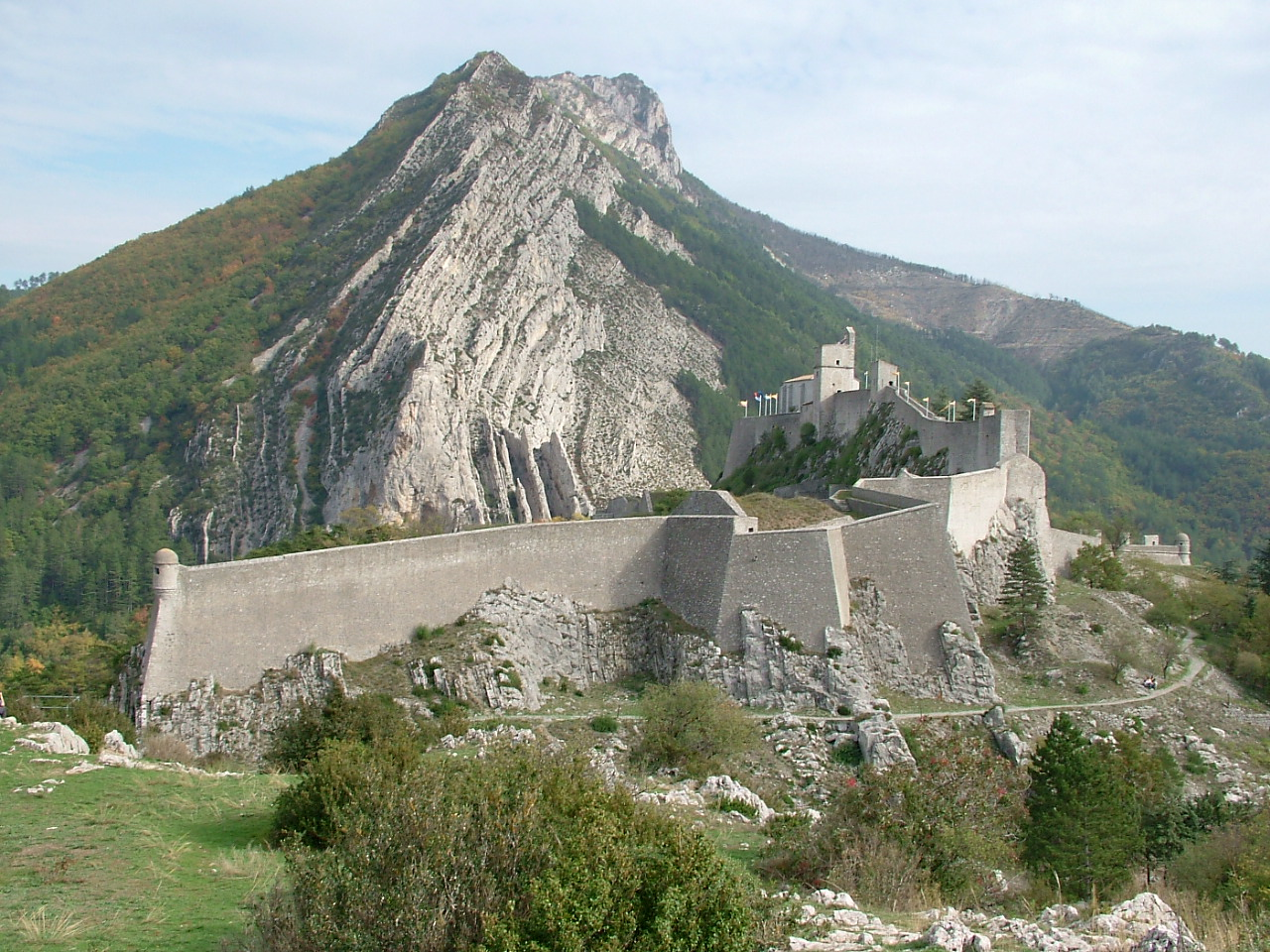
A fellegvár erődítménye
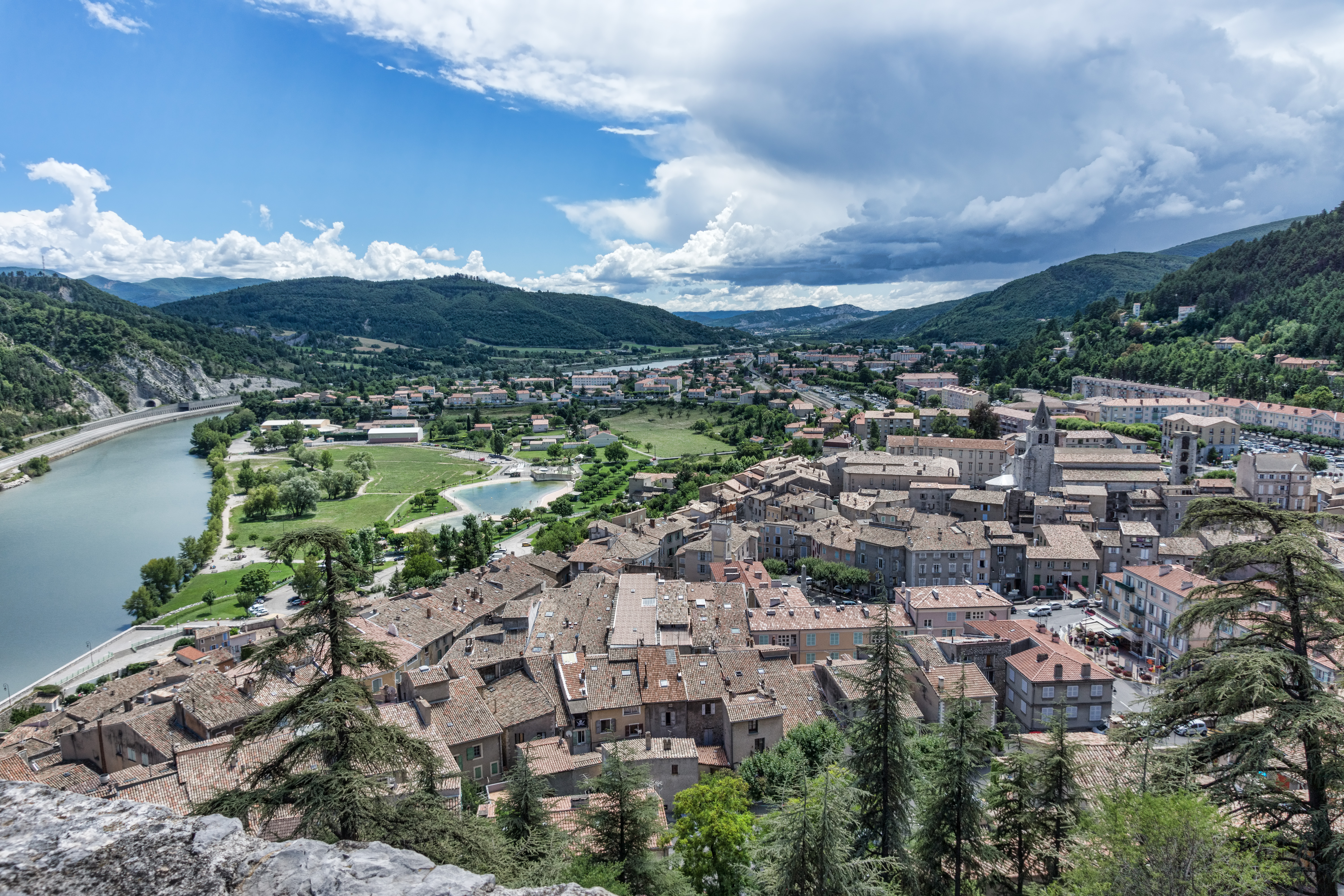
Kilátás a városra a citadellából
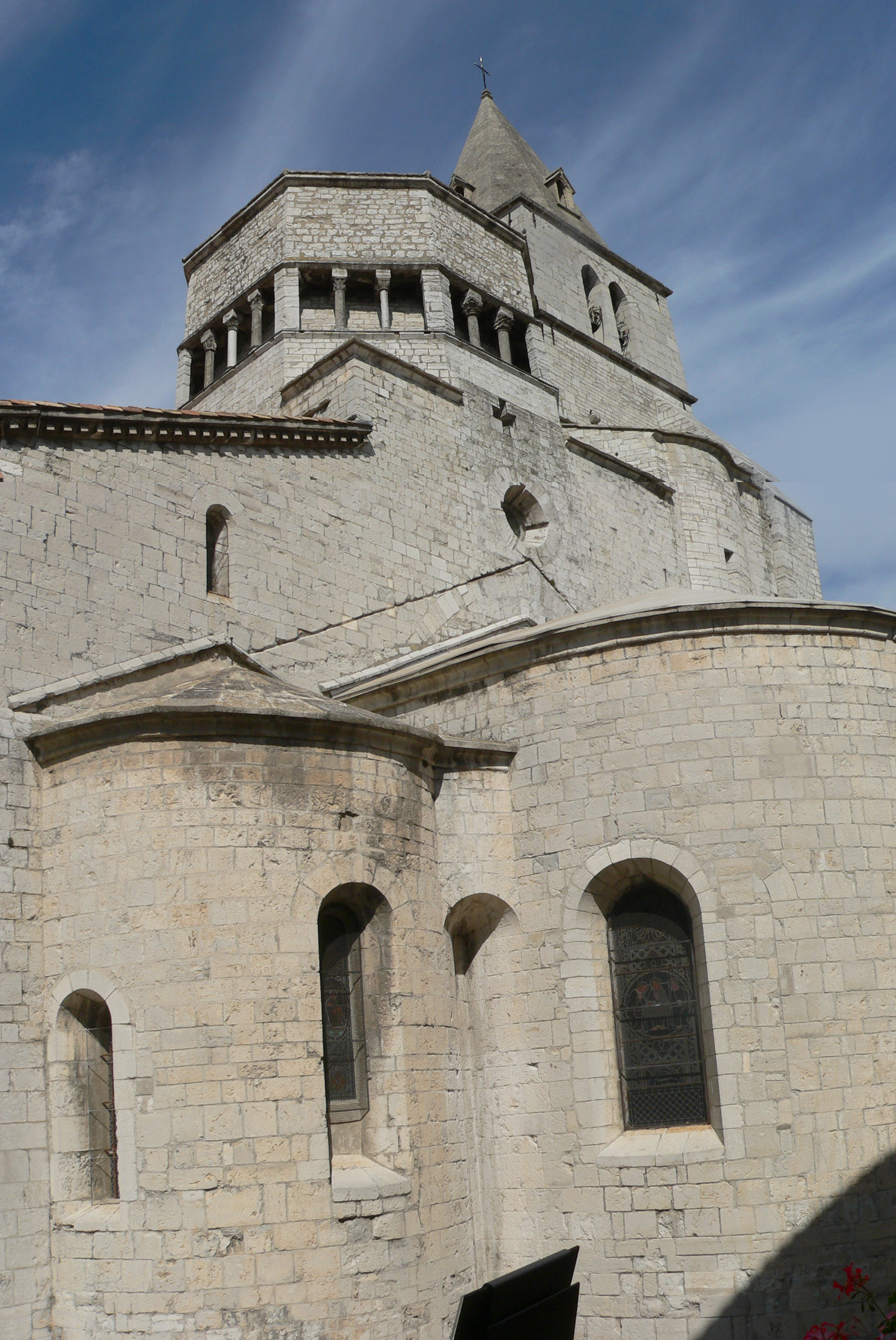
A város román stílusú székesegyháza
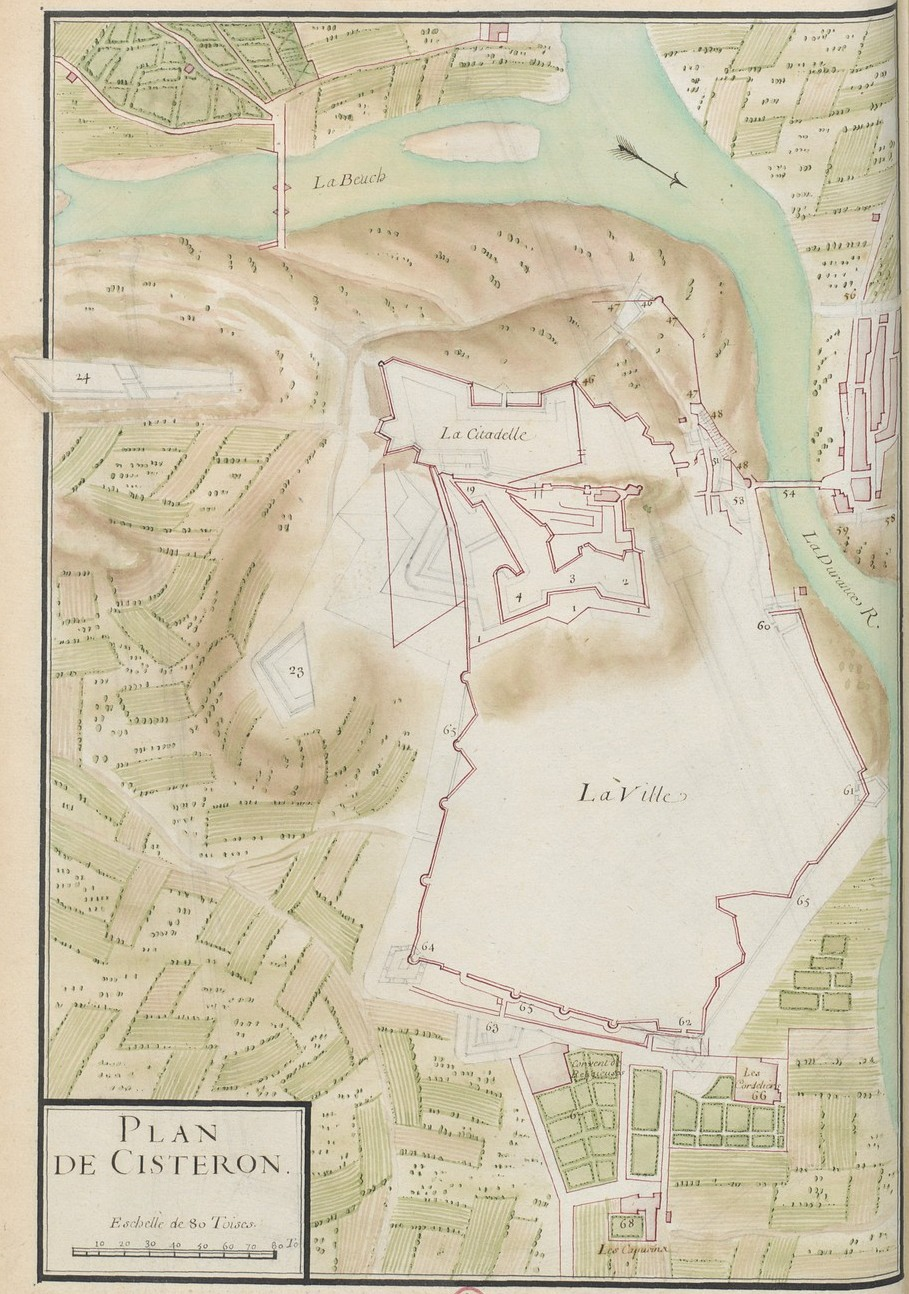
A fellegvár tervrajza 1693-ból
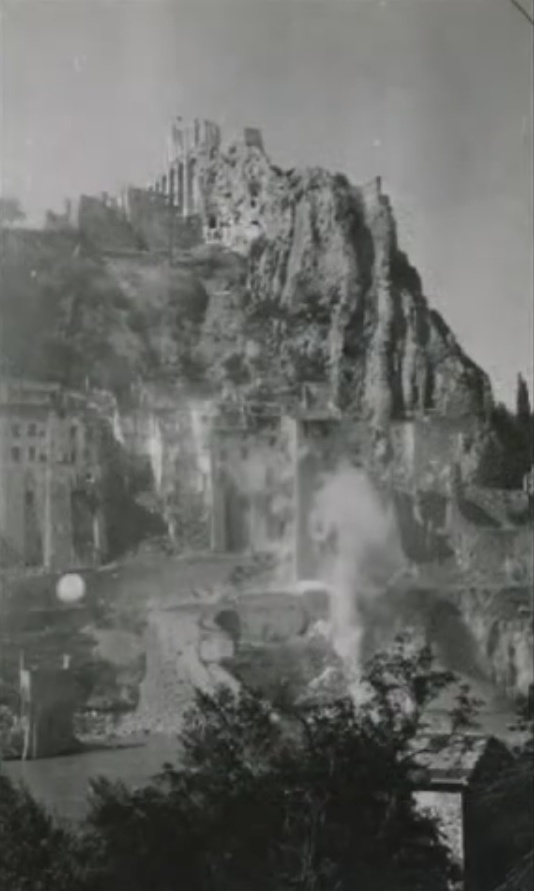
A város 1944-es bombázása
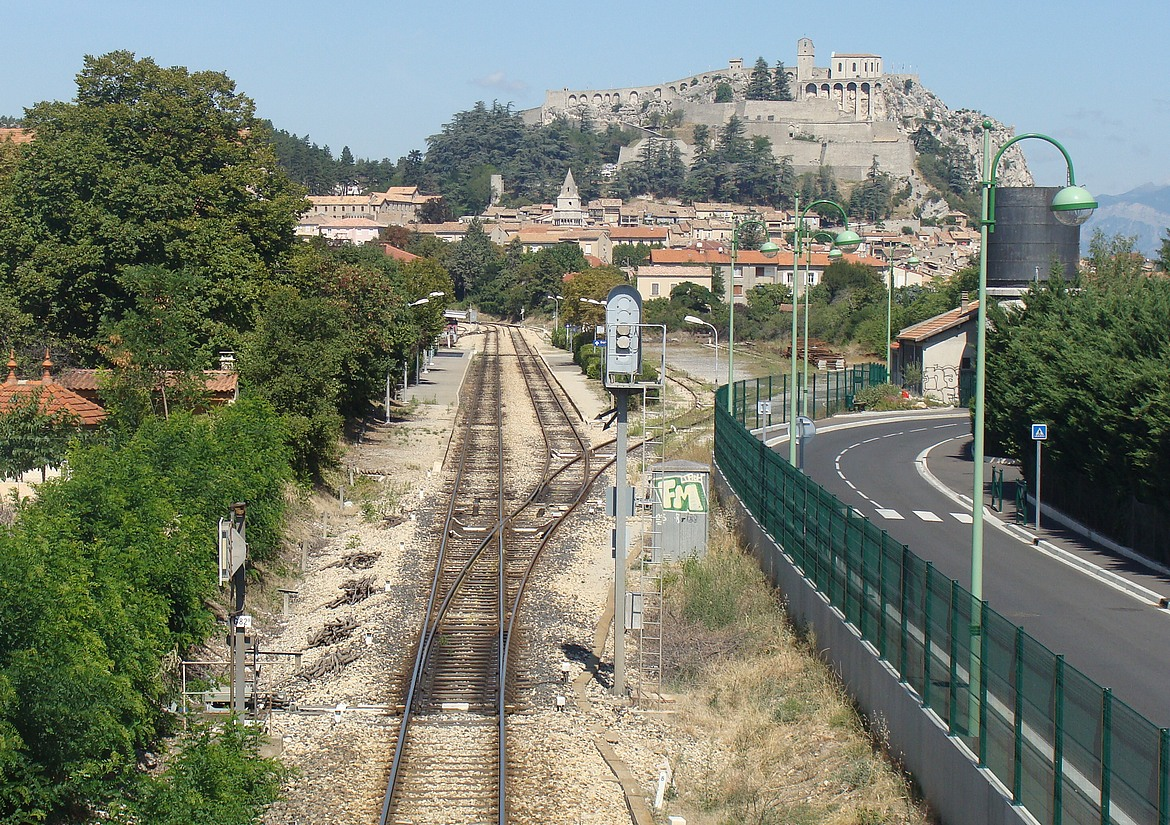
A város vasútállomása, a háttérben Sisteron középkori fellegvárával.

## Fordítás
- Ez a szócikk részben vagy egészben  a   Sisteron című angol Wikipédia-szócikk ezen változatának fordításán alapul.  Az eredeti cikk szerkesztőit annak laptörténete sorolja fel. Ez a jelzés csupán a megfogalmazás eredetét és a szerzői jogokat jelzi, nem szolgál a cikkben szereplő információk forrásmegjelöléseként.
- Ez a szócikk részben vagy egészben  a   Sisteron című francia Wikipédia-szócikk ezen változatának fordításán alapul.  Az eredeti cikk szerkesztőit annak laptörténete sorolja fel. Ez a jelzés csupán a megfogalmazás eredetét és a szerzői jogokat jelzi, nem szolgál a cikkben szereplő információk forrásmegjelöléseként.